# هيكري
هيكُري (وبالإنجليزية:Hickory)هي إحدى مدن مقاطعة كاتاوبا في ولاية كارولاينا الشمالية في الولايات المتحدة الأمريكية.

## التركيبة السكانية
حدّد مكتب تعداد الولايات المتحدة بيانات التركيبة السكانية لهيكري في تعداد الولايات المتحدة. في ما يلي، التركيبة السكانية حسب تعدادي 2000 و2010.

### تعداد عام 2000
بلغ عدد سكان هيكري 37,222 نسمة بحسب تعداد عام 2000، وبلغ عدد الأسر 15,372 أسرة وعدد العائلات 9,369 عائلة مقيمة في المدينة. في حين سجلت الكثافة السكانية 480.2 نسمة لكل كيلومتر مربع (1,243.7/ميل2). وبلغ عدد الوحدات السكنية 16,571 وحدة بمتوسط كثافة قدره 213.8 لكل كيلومتر مربع (553.7/ميل2).
وتوزع التركيب العرقي للمدينة بنسبة 77.23% من البيض و14.09% من الأمريكيين الأفارقة و0.19% من الأمريكيين الأصليين و3.90% من الأمريكيين ذوي الأصول الآسيوية و0.06% من سكان جزر المحيط الهادئ و3.08% من الأعراق الأخرى و1.46% من عرقين مختلطين أو أكثر و7.69% من الهسبانيون أو اللاتينيون من أي عرق.
بلغ عدد الأسر 15,372 أسرة كانت نسبة 31% منها لديها أطفال تحت سن الثامنة عشر تعيش معهم، وبلغت نسبة الأزواج القاطنين مع بعضهم البعض 44.6% من أصل المجموع الكلي للأسر، ونسبة 12.3% من الأسر كان لديها معيلات من الإناث دون وجود شريك،  بينما كانت نسبة 4.1% من الأسر لديها معيلون من الذكور دون وجود شريكة وكانت نسبة 39.1% من غير العائلات. تألفت نسبة 32.2% من أصل جميع الأسر من عدة أفراد يعيشون في نفس المنزل ونسبة 10.9% كانت تتألف من شخص يعيش بمفرده يبلغ من العمر 65 عاماً أو أكثر. وبلغ متوسط حجم الأسرة المعيشية 2.35، أما متوسط حجم العائلات فبلغ 2.98.
بلغ العمر الوسطي للسكان 34.6 عاماً. وكانت نسبة 23.3% من القاطنين تحت سن الثامنة عشر، وكانت نسبة 9.5% بين الثامنة عشر والرابعة والعشرين عاماً، ونسبة 30.5% كانت واقعةً في الفئة العمرية ما بين الخامسة والعشرين والرابعة والأربعين عاماً، ونسبة 21.1% كانت ما بين الخامسة والأربعين والرابعة والستين، ونسبة 12.5% كانت ضمن فئة الخامسة والستين عاماً فما فوق. يوجد لكل 100 أنثى 94.0 ذكر، ويوجد لكل 100 أنثى في الثامنة عشر من عمرها فما فوق 91.2 ذكر.
بلغ متوسط دخل الأسرة في المدينة 37,236 دولارًا، أما متوسط دخل العائلة فبلغ 47,522 دولارًا. وكان متوسط دخل الذكور 31,486 دولارًا مقابل 23,666 دولارًا للإناث. وسجل دخل الفرد الخاص بالمدينة 23,263 دولارًا. وكانت نسبة 8.4% من العائلات ونسبة 11.3% من السكان تحت خط الفقر، وكان من هؤلاء نسبة 15% تحت سن الثامنة عشر ونسبة 7% في الخامسة والستين من العمر وما فوق.

### تعداد عام 2010
بلغ عدد سكان هيكري 40,010 نسمة بحسب تعداد عام 2010، وبلغ عدد الأسر 16,614 أسرة وعدد العائلات 9,952 عائلة مقيمة في المدينة. في حين سجلت الكثافة السكانية 516.1 نسمة لكل كيلومتر مربع (1,336.7/ميل2). وبلغ عدد الوحدات السكنية 18,719 وحدة بمتوسط كثافة قدره 241.5 لكل كيلومتر مربع (625.5/ميل2).
وتوزع التركيب العرقي للمدينة بنسبة 74.85% من البيض و14.26% من الأمريكيين الأفارقة و0.33% من الأمريكيين الأصليين و3.15% من الأمريكيين ذوي الأصول الآسيوية و0.04% من سكان جزر المحيط الهادئ و5.12% من الأعراق الأخرى و2.24% من عرقين مختلطين أو أكثر و11.36% من الهسبانيون أو اللاتينيون من أي عرق.
بلغ عدد الأسر 16,614 أسرة كانت نسبة 30.6% منها لديها أطفال تحت سن الثامنة عشر تعيش معهم، وبلغت نسبة الأزواج القاطنين مع بعضهم البعض 40.9% من أصل المجموع الكلي للأسر، ونسبة 14.4% من الأسر كان لديها معيلات من الإناث دون وجود شريك،  بينما كانت نسبة 4.6% من الأسر لديها معيلون من الذكور دون وجود شريكة وكانت نسبة 40.1% من غير العائلات. تألفت نسبة 33.7% من أصل جميع الأسر من عدة أفراد يعيشون في نفس المنزل ونسبة 11.8% كانت تتألف من شخص يعيش بمفرده يبلغ من العمر 65 عاماً أو أكثر. وبلغ متوسط حجم الأسرة المعيشية 2.33، أما متوسط حجم العائلات فبلغ 3.00.
بلغ العمر الوسطي للسكان 37.7 عاماً. وكانت نسبة 23.6% من القاطنين تحت سن الثامنة عشر، وكانت نسبة 10.1% بين الثامنة عشر والرابعة والعشرين عاماً، ونسبة 26.4% كانت واقعةً في الفئة العمرية ما بين الخامسة والعشرين والرابعة والأربعين عاماً، ونسبة 25.6% كانت ما بين الخامسة والأربعين والرابعة والستين، ونسبة 14.3% كانت ضمن فئة الخامسة والستين عاماً فما فوق. وتوزع التركيب الجنسي للسكان بنسبة 47.7% ذكور و52.3% إناث.

## المناخ
يظهر الجدول التالي التغييرات المناخية على مدار السنة لهيكري:
| البيانات المناخية لـهيكري           | البيانات المناخية لـهيكري | البيانات المناخية لـهيكري | البيانات المناخية لـهيكري | البيانات المناخية لـهيكري | البيانات المناخية لـهيكري | البيانات المناخية لـهيكري | البيانات المناخية لـهيكري | البيانات المناخية لـهيكري | البيانات المناخية لـهيكري | البيانات المناخية لـهيكري | البيانات المناخية لـهيكري | البيانات المناخية لـهيكري | البيانات المناخية لـهيكري |
| الشهر                               | يناير                     | فبراير                    | مارس                      | أبريل                     | مايو                      | يونيو                     | يوليو                     | أغسطس                     | سبتمبر                    | أكتوبر                    | نوفمبر                    | ديسمبر                    | المعدل السنوي             |
| ----------------------------------- | ------------------------- | ------------------------- | ------------------------- | ------------------------- | ------------------------- | ------------------------- | ------------------------- | ------------------------- | ------------------------- | ------------------------- | ------------------------- | ------------------------- | ------------------------- |
| متوسط درجة الحرارة الكبرى °ف (°م)   | 49.3 (9.6)                | 53.3 (11.8)               | 61.2 (16.2)               | 70.2 (21.2)               | 77.6 (25.3)               | 85.0 (29.4)               | 87.8 (31.0)               | 86.3 (30.2)               | 80.1 (26.7)               | 70.6 (21.4)               | 61.2 (16.2)               | 51.2 (10.7)               | 69.5 (20.8)               |
| متوسط درجة الحرارة الصغرى °ف (°م)   | 29.6 (−1.3)               | 32.5 (0.3)                | 39.0 (3.9)                | 47.1 (8.4)                | 55.4 (13.0)               | 64.3 (17.9)               | 67.9 (19.9)               | 67.0 (19.4)               | 60.1 (15.6)               | 48.5 (9.2)                | 39.5 (4.2)                | 31.7 (−0.2)               | 48.6 (9.2)                |
| الهطول إنش (مم)                     | 3.69 (94)                 | 3.64 (92)                 | 4.29 (109)                | 3.69 (94)                 | 3.66 (93)                 | 4.10 (104)                | 4.44 (113)                | 4.08 (104)                | 3.60 (91)                 | 3.51 (89)                 | 3.52 (89)                 | 3.74 (95)                 | 45.96 (1٬167)             |
| متوسط تساقط الثلوج إنش (سم)         | 3.7 (9.4)                 | 1.4 (3.6)                 | .6 (1.5)                  | .2 (0.51)                 | 0 (0)                     | 0 (0)                     | 0 (0)                     | 0 (0)                     | 0 (0)                     | 0 (0)                     | 0 (0)                     | .3 (0.76)                 | 6.3 (16)                  |
| متوسط أيام هطول الأمطار (≥ 0.01 in) | 8.6                       | 8.8                       | 9.9                       | 9.2                       | 10.9                      | 10.7                      | 11.6                      | 9.7                       | 7.9                       | 7.4                       | 8.5                       | 8.9                       | 112.1                     |
| متوسط الأيام المثلجة (≥ 0.1 in)     | .8                        | .7                        | .1                        | .1                        | 0                         | 0                         | 0                         | 0                         | 0                         | 0                         | 0                         | .2                        | 1.9                       |
| المصدر: NOAA                        |                           |                           |                           |                           |                           |                           |                           |                           |                           |                           |                           |                           |                           |

## أعلام
- ماثيو سيتل
- براد كنايتون
- جيمس بيست
- كريس هيوز
- ريان هيل
- كريس واشبورن
- تشارلي بولز
- جيم بول
- تشارلي فراي
- بوبي إسحاق